# Мартин, Джош
Джошуа Сол Мартин (англ. Joshua Saul Martin; родился 9 сентября 2001, Лутон) — английский футболист, нападающий клуба «Ньюпорт Каунти».

## Клубная карьера
Уроженец Лутона, Джош начал футбольную карьеру в академии лондонского «Арсенала» в возрасте восьми лет. В марте 2019 года перешёл в «Норвич Сити». 10 декабря 2019 года сделал хет-трик в матче Молодёжного кубка Англии против «Ньюкасл Юнайтед». В мае 2020 года продлил контракт с «Норвич Сити» до 2023 года. В основном составе «канареек» дебютировал 19 июня 2020 года в матче Премьер-лиги против «Саутгемптона».
1 июля 2021 года на правах аренды стал игроком «Милтон-Кинс Донс». 17 января 2022 Мартин был отозван из аренды и перенаправлен в клуб «Донкастер Роверс» до конца сезона. 31 августа футболист был арендован клубом «Барнсли» на один сезон с возможностью выкупа.
13 ноября 2023 года Джош Мартин подписал краткосрочный контракт с «Портсмутом», рассчитанный до середины января 2024 года.

## Достижения
«Норвич Сити»
- Победитель Чемпионшипа: 2020/21